# Autophobie
L'autophobie (du grec ἀυτο, auto, « soi » et φόβος, phóbos, « phobie ») est une phobie spécifique d'isolement ; une crainte morbide et exagérée d'être seul, abandonné ou isolé. Les patients ont besoin d'une présence physique, car ils pensent être ignorés, mal-aimés, menacés par autrui, etc.
L'autophobie est également un terme signifiant littéralement la peur de soi. Elle est souvent associée à une haine de soi. L'autophobie peut être le symptôme d'un ou plusieurs autres troubles mentaux, ou prédisposant un individu à développer un trouble mental.

## Description
Souvent désignée sous le terme de monophobie, l'autophobie est une crainte exagérée d'être laissé seul. Les individus souffrant de ce type de condition émotionnelle sont souvent incapables de rester à l'aise, à moins qu'un individu de leur entourage reste à proximité ou dans la même pièce. Dans des cas plus extrêmes, les patients doivent rester accompagnés toute une journée par un individu de leur entourage, sinon ils pourraient souffrir d'une sévère anxiété, de régurgitations et autres problèmes physiques et émotionnels graves. Les cas les plus graves peuvent tomber en dépression des suites de cette autophobie.
Une définition plus élargie de l'autophobie n'implique pas seulement le fait d'être physiquement délaissé, mais également le fait, pour les patients, de ne pas croire en eux-mêmes. Pour comprendre cette phobie, un surveillant, ou un individu de confiance, doit être près du patient à chaque instant. Dans son esprit, l'autophobe voit ce surveillant comme capable de corriger ou compenser de mauvaises tâches effectuées. Sans ce surveillant à proximité, l'autophobe se sent incapable et perdu même lorsqu'il est en public. Les symptômes impliquent généralement une peur de danger imminent ou catastrophique et de ne pouvoir s'en sortir sans personne pour le sauver. Dans certains cas extrêmes, les patients peuvent souffrir d'une peur panique, voire d'une attaque cardiaque.

## Traitements
Ce type de phobie est habituellement la conséquence d'une expérience traumatisante, et il est important que le patient soit entouré et soutenu. Les traitements de l'autophobie peuvent impliquer un mélange de thérapies et de prises médicamenteuses. Des anxiolytiques peuvent aider à calmer la crainte exagérée dont souffre le patient. Des thérapies peuvent aider le patient à comprendre les causes de sa phobie. Des techniques thérapeutiques, telles que la psychothérapie cognitivo-comportementale, peuvent également aider le patient à changer de comportement lors de situations qu'il craint habituellement.